# Hillel

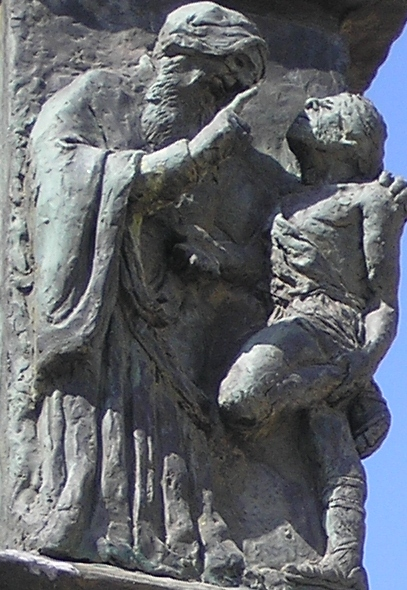
Hillel lehrt die Goldene Regel, Bildfeld an der Knesset-Menora in Jerusalem

Hillel (der Ältere oder der Alte; hebräisch הִלֵּל הַזָּקֵן Hillel ha-Saqen) (geboren Mitte bis Ende des 1. Jahrhunderts v. Chr. wahrscheinlich in Babylon (Partherreich); gestorben um 10 n. Chr. wahrscheinlich in Jerusalem) war einer der bedeutendsten pharisäischen Rabbinen (Tannaim) aus der Zeit vor der Zerstörung des zweiten Tempels (70 n. Chr.), Vorsteher des Sanhedrin und Gründer einer Schule zur Auslegung der Schrift, auf den sich Juden bis heute oft berufen. Hillel lebte wahrscheinlich um die Zeitenwende (1. Jh. v. Chr. und 1. Jh. n. Chr.), kam in seiner Jugend aus Babylonien nach Jerusalem und wurde später Oberhaupt der nach ihm benannten Schule, Bet Hillel. Etwa von 10 v. Chr. bis 10 oder 20 n. Chr. hatte er das Amt eines Nasi (Patriarchen) inne.

## Jüdische Überlieferungen zu Hillel
Hillel wurde laut dem tannaitischen Midrasch Sifre Debarim wie Mose 120 Jahre alt. Zum Todesalter des Mose in Debarim/Deuteronomium 34,7 heißt es: So wie Mose 40 Jahre in Ägypten 40 Jahre in Midian und 40 Jahre als Führer Israels gelebt hat, hat Hillel 40 Jahre in Babel gelebt, 40 Jahre unter den Weisen im Land Israel gewirkt und 40 Jahre als Führer Israels gelebt.
Hillel gilt in der jüdischen Überlieferung als einer der prägendsten Lehrer des Judentums, dessen Sanftheit und Geduld sprichwörtlich geworden sind. Er lehrte die Nächstenliebe und Gewaltlosigkeit und hatte zahlreiche Schüler. Sein „Gegenspieler“ war Schammai, der die Tora in mancher Hinsicht strenger auslegte. Bis heute sind Hillels Worte in der jüdischen Überlieferung von wesentlicher Bedeutung, vor allem in der jüdischen Ethik.
Seinen Aussagen nach lässt sich die Tora in einer „Goldenen Regel“ zusammenfassen. Die Frage nach dem „Klal“ (hebräisch כלל ‚Grundnorm‘), nach dem einen Gebot, in dem die ganze Tora enthalten ist, war eine beliebte Frage unter rabbinischen Gelehrten. Laut dem babylonischen Talmud stellte ein Nichtjude eine solche Frage an Hillel: Wenn du mir die Lehre des Judentums vermitteln kannst, solange ich auf einem Bein stehe, werde ich konvertieren. Die Szene ist auf der großen Menora vor der Knesset in Jerusalem im Relief dargestellt. Hillel antwortete:

“דעלך סני לחברך לא תעביד זו היא כל התורה כולה ואידך פירושה הוא זיל גמור”

„Was dir nicht lieb ist, das tue auch deinem Nächsten nicht; das ist die ganze Gesetzeslehre, alles Andere ist nur die Erläuterung, gehe und lerne sie.“

Diese Goldene Regel ist gegründet auf dem Gebot der Nächstenliebe, 3. Buch Mose 19,18, die – neben dem Gebot der Liebe zu Fremden – ziemlich in der Mitte der Tora geschrieben steht. Hierzu gibt es zwei maßgebliche, leicht variierende Übersetzungsmöglichkeiten ins Deutsche:

“וְאָהַבְתָּ לְרֵעֲךָ כָּמוֹךָ אֲנִי ה׳”

„Liebe deinen Nächsten wie dich selbst. Ich (bin) der EWIGE (bzw. HERR).

oder

Liebe deinen Nächsten, er ist wie Du. Ich (bin) der EWIGE (bzw. HERR).“

Der Mischnatraktat Avot (Sprüche der Väter) enthält mehrere Aussagen von ihm. Er und Schammai werden dort als Nachfolger des Schemaja und des Abtaljon in der Traditionskette genannt. Sie sind eines der fünf „Sugot“ (Paare) in der Überlieferungsgeschichte der (mündlichen) Tora.

## Die sieben Middot
Von Hillel sind sieben exegetische Regeln (Middot, hebräisch מידות ‚Maße‘) zur Auslegung der Tora überliefert, die aber vermutlich erst später nach seinen Grundsätzen formuliert wurden. Die christliche Exegese liegt ihm recht nahe. Neben diesen Middot des Hillel gibt es auch noch die 13 Middot des Rabbi Jischmael, eines großen Gelehrten aus der Zeit Bar Kochbas (um 135), und die 32 Middot des Elieser ben Jose ha-Gelili, eines im 2. Jahrhundert wirkenden Tannaiten.
- Vom Leichteren auf das Schwerere (hebräisch קל וחומר qal wachomer) = vom minder Bedeutenden auf das Bedeutendere und umgekehrt.
- Analogieschluss (hebräisch: gserah schawa, gleiche Verordnung – gleiche Satzung.)
- Verallgemeinerung besonderer Gesetze (hebräisch בנין אב מכתוב אחד binjan ab mi-katub echad, Gründung einer Familie von einem Wort), „von einer einzigen Bibelstelle aus“: Unterordnung von Schriftstellen unter eine bestimmte, die richtige Erklärung bietende Stelle.
- Obiges auf Basis zweier Stellen in der Thora (hebräisch ובנין אב משני כתובים binjan ab mi-schne ketubim, Gründung einer Familie von zwei Wörtern), Verallgemeinerung auf Grund doppelten Vorkommens, Sonderfall von 3.
- Allgemeines und Besonderes (hebräisch כלל ופרט ופרט וכלל kelal u-ferat u-ferat u-kelal, Schluss vom Allgemeinen auf das Besondere und umgekehrt), die 13 Middot des Jischmael machen daraus acht Regeln: Regel 4-11.
- Quasi-Analogieschluss (hebräisch וכיוצא בו במקום אחר kejotse bo be-maqom acher, Ähnliches an einer anderen Stelle.)
- Schluss aus dem Kontext (hebräisch דבר הלמד מעניינו dabar ha-lamed me-injano, Zusammenhänge der Situation); obwohl diese Schlussregel allgemein Zustimmung findet, kann sie zu fragwürdigen Schlüssen führen, indem sie formal nebeneinander Stehendes auch inhaltlich klammert.

## Diskurs zwischen Schammai und Hillel
Schammai, (hebräisch שַׁמַּאי Šammaʾy) und Hillel waren Protagonisten  bzw. Antagonisten in einem rabbinischen Diskurs, den sie als jüdische Gelehrte und Leitfiguren zweier Denkschulen während der Zeit des Tannaim führten. Die beiden Schulen führten heftige Debatten über Fragen der rituellen Praxis, Ethik und Theologie, die für die Gestaltung des mündlichen Gesetzes und des Judentums die für seine spätere Form von entscheidender Bedeutung waren.
Die Mischna erwähnt die unterschiedlichen Sichtweisen von Schammai und Hillel als eine konstruktive Auseinandersetzung mit bleibendem positiven Wert:
„Eine Meinungsverschiedenheit, die dem Himmel zuliebe ist, wird bewahrt, und eine, die nicht dem Himmel zuliebe ist, wird nicht bewahrt. Was ist eine Meinungsverschiedenheit, die um des Himmels willen ist? Die Meinungsverschiedenheit von Hillel und Shammai. Das ist nicht um des Himmels willen? Die Meinungsverschiedenheit von Korah und seiner Gemeinde.“
Das „Beth Hillel“ und „Beth Shammai“ waren in ihrer Epoche die großen Schulen zur Auslegung des mündlichen Rechts, deren Blütezeit vom 1. Jahrhundert v. Chr. bis zum 2. Jahrhundert n. Chr. reichte. Die talmudische Tradition verzeichnet mehr als dreihundertfünfzig Streitigkeiten oder Kontroversen zwischen „Beth Shammai“ und „Beth Hillel“ auf.